# Rueda térmica

Funcionamiento esquemático de una rueda térmica

Una rueda térmica, también conocida como intercambiador de calor rotativo, o rueda giratoria de entalpía aire-aire, rueda de recuperación de energía, o rueda de recuperación de calor, es un tipo de intercambiador de calor destinado a la recuperación de energía, colocado dentro de las corrientes de aire de suministro y escape de las unidades de aire acondicionado o bien en los conductos de los gases de escape de un proceso industrial, para recuperar la energía térmica. Otras variantes incluyen ruedas de entalpía y ruedas desecantes. Una rueda térmica específica de enfriamiento a veces se denomina rueda de Kyoto.

## Descripción

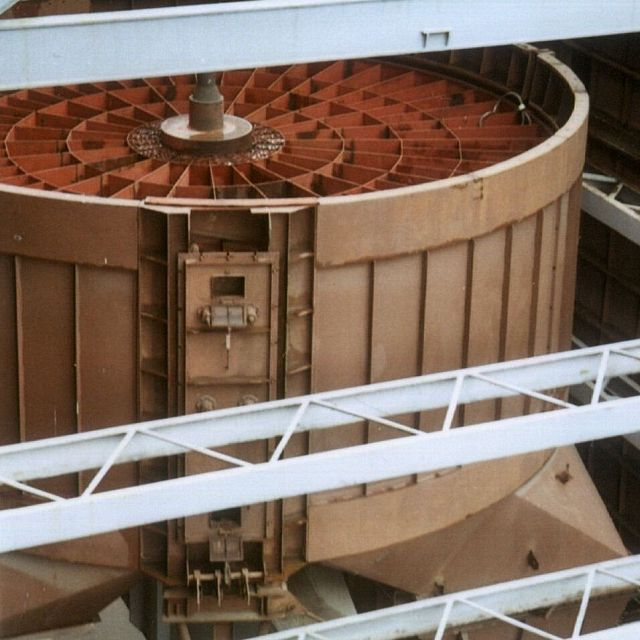
Precalentador de aire ideado por el ingeniero sueco Fredrik Ljungström (1875-1964)

Una rueda térmica consiste en un tambor cilíndrico o con forma de disco en el que se dispone una matriz con disposición de panal de un material absorbente de calor, que gira lentamente dentro de las corrientes de aire de suministro y escape de un sistema de gestión de aire. A medida que gira la rueda térmica, se captura calor de la corriente de aire de escape en una mitad de la rotación y se libera a la corriente de aire fresco en la otra mitad de la rotación. Por lo tanto, la energía en forma de calor residual de la corriente de aire de escape se transfiere al material de la matriz y luego del material de la matriz a la corriente de aire fresco. Esto aumenta la temperatura de la corriente de aire de suministro en una cantidad proporcional a la diferencia de temperatura entre las corrientes de aire, o "gradiente térmico", dependiendo también de la eficiencia del dispositivo. El intercambio de calor es más eficiente cuando las corrientes fluyen en sentidos opuestos, ya que esto provoca un gradiente de temperatura favorable en el espesor de la rueda. El principio funciona a la inversa, y la energía de "refrigeración" se puede recuperar en la corriente de aire de suministro si se desea y el diferencial de temperatura lo permite.
La matriz de intercambio de calor puede ser de aluminio, plástico o fibra sintética. El intercambiador de calor gira mediante un pequeño motor eléctrico y un sistema de transmisión por correa. Los motores son a menudo controlados por un inversor de velocidad para mejorar el control de la temperatura del aire de salida. Si no se requiere intercambio de calor, el motor puede detenerse por completo.
Debido a que el calor se transfiere de la corriente de aire de escape a la corriente de aire de suministro sin pasar directamente a través de un medio de intercambio, las eficiencias brutas suelen ser más altas que en cualquier otro sistema de recuperación de calor del lado del aire. La menor profundidad de la matriz de intercambio de calor, en comparación con un intercambiador de calor de placas, significa que la caída de presión a través del dispositivo es normalmente menor en comparación. En general, se seleccionará una rueda térmica para velocidades nominales de entre 1,5 y 3 metros por segundo (5,4 y 10,8 km/h), y con tasas de flujo de volumen de aire iguales, se pueden esperar eficiencias brutas "sensibles" del orden del 85%. Aunque se requiere una pequeña energía para hacer girar la rueda, el consumo de energía del motor suele ser bajo y tiene poco efecto sobre la eficiencia total del dispositivo. La capacidad de recuperar el calor "latente" puede mejorar las eficiencias brutas entre un 10 y un 15 %.

## Proceso de transferencia de energía
Normalmente, la transferencia de calor entre las corrientes de aire proporcionadas por el dispositivo se denomina "calor sensible", que es el intercambio de energía, o entalpía, que da como resultado un cambio en la temperatura del medio (aire en este caso), pero sin cambios en el contenido de humedad. Sin embargo, si la humedad o los niveles relativos de humedad del aire en la corriente de aire de retorno son lo suficientemente altos como para permitir que se produzca condensación en el dispositivo, esto hará que se libere calor "calor latente" y el material de transferencia de calor se cubrirá con una película de agua. A pesar de la correspondiente absorción de calor latente, a medida que parte de la película de agua se evapora en la corriente de aire opuesta, el agua reducirá la resistencia térmica de la capa límite del material del intercambiador de calor y, por lo tanto, mejorará el coeficiente de transferencia de calor del dispositivo, y por lo tanto aumentar la eficiencia. El intercambio de energía de tales dispositivos ahora comprende tanto la transferencia de calor sensible como latente; además de un cambio de temperatura, también hay un cambio en el contenido de humedad de las corrientes de aire.
Sin embargo, la película de condensación también aumentará ligeramente la caída de presión a través del dispositivo y, dependiendo del espaciado del material de la matriz, esto puede aumentar la resistencia hasta en un 30 %, lo que aumentará el consumo de energía del ventilador y reducirá la eficiencia estacional del dispositivo.
Las matrices de aluminio también están disponibles con un recubrimiento higroscópico aplicado, y su uso o el uso de matrices de fibra sintética porosa, permite la adsorción y la liberación de vapor de agua, a niveles de humedad mucho más bajos que los que normalmente se requieren para que se produzca la condensación y la transferencia de calor latente en el proceso. El beneficio de esta disposición es una eficiencia de transferencia de calor aún mayor, pero también da como resultado el secado o humidificación de las corrientes de aire, lo que también puede ser deseable para el proceso particular al que sirve el aire de suministro.
Por esta razón, estos dispositivos también se conocen comúnmente como ruedas de entalpía.

### Uso en turbinas de gas
Durante el período que la industria automotriz se interesó en las turbinas de gas como posible sistema para la propulsión de vehículos (alrededor de 1965), Chrysler inventó un tipo único de intercambiador de calor que consistía en un tambor rotatorio construido con metal corrugado (similar en apariencia al cartón corrugado). Este tambor giraba continuamente mediante engranajes reductores accionados por la turbina. Los gases de escape calientes eran dirigido a través de una parte del dispositivo, que luego giraba hasta pasar por una sección que conducía el aire de inducción, donde se calentaba el aire de admisión. Esta recuperación del calor de combustión aumentó significativamente la eficiencia del motor de turbina, aunque finalmente se demostró que era poco práctico para una aplicación automotriz debido a su bajo par motriz a bajas revoluciones. Incluso un motor tan eficiente, si es lo suficientemente grande como para ofrecer el rendimiento adecuado, tendría una eficiencia de combustible promedio baja. Tal motor puede ser atractivo en el futuro, si se combinase con un motor eléctrico en un vehículo híbrido debido a su robusta longevidad y a su capacidad para quemar una amplia variedad de combustibles líquidos.

## Rueda desecante
Una rueda desecante es muy similar a una rueda térmica, pero con un revestimiento aplicado con el único propósito de deshumidificar o "secar" la corriente de aire. El desecante es normalmente gel de sílice. A medida que gira la rueda, el desecante pasa alternativamente a través del aire entrante, donde la humedad es adsorbed, ya través de una zona de "regeneración", donde se seca el desecante y se expulsa la humedad. La rueda sigue girando y se repite el proceso de adsorción. La regeneración normalmente se lleva a cabo mediante el uso de un serpentín de calentamiento, como un serpentín de agua o vapor, o un quemador de gas de fuego directo.
Las ruedas térmicas y las ruedas desecantes se utilizan a menudo en configuración en serie para proporcionar la deshumidificación necesaria y recuperar el calor del ciclo de regeneración.

## Desventajas
Las ruedas térmicas no son adecuadas para usarse allí donde se requiere una separación total de las corrientes de aire de suministro y de escape, ya que se produce un intercambio entre ambas en el límite del intercambiador de calor y en el punto donde la rueda pasa de una corriente de aire a la otra durante su rotación normal. El primero se reduce mediante juntas de cepillo, y el segundo se reduce mediante una pequeña sección de purga, formada por el revestimiento de un pequeño segmento de la rueda, normalmente en la corriente de aire de escape.
Las matrices hechas de materiales fibrosos, o con recubrimientos higroscópicos, para la transferencia de calor latente, son mucho más susceptibles al daño y a la degradación por roce o colisión que los materiales plásticos o de metal simple, y son difíciles o imposibles de limpiar eficazmente si están sucias. Se debe tener cuidado para filtrar correctamente las corrientes de aire en ambos lados (el del aire de escape y el del aire fresco) de la rueda. La suciedad adherida a cualquiera de los lados será transportada invariablemente a la corriente de aire del otro lado.

## Otros tipos de intercambiadores de calor aire-aire
- Serpentín de circulación
- Recuperador, o intercambiador de calor de placas cruzadas
- Tubo termosifón bifásico